# Етта Джонс
Е́тта Джонс (англ. Etta Jones; 25 листопада 1928, Ейкен, Південна Кароліна — 16 жовтня 2001, Нью-Йорк) — американська джазова співачка.

## Біографія
Народилась 25 листопада 1928 року в Ейкені, штат Південна Кароліна. Дитинство провела в Нью-Йорку.
У віці 16 років дебютувала в оркестрі Бада Джонсона. Співала в стилі ритм-енд-блюз, записувалась з Барні Бігардом (1944), Пітом Джонсоном, гастролювала із квартетом Ерла Гайнса (1949—1952). Стала відомою у 1960 році після виходу альбому Don't Go to Strangers (було продано понад мільйон копій) на лейблі Prestige (У 2008 році альбом був включений до Зали слави премії «Греммі»). Версія пісні «Don't Go to Strangers» у виконанні Джонс стала хітом і посіла 5-е місце в чартах R&B Singles та 36-е місце в Billboard Hot 100 журналу «Billboard». У 1960—1965 записала декілька альбомів на Prestige.
У 1970 році виступала в Японії з ансамблем Арта Блейкі, пізніше співпрацювала із Біллі Тейлором, Бадді Річем, Сонні Стітом, Джином Еммонсом. З 1973 року постійно виступала із чоловіком — саксофоністом Х'юстоном Персоном. Виконуючи джазові стандарти, широко використовувала елементи блюзового вокалу. Найвдалішою стала її версія пісні «God Bless the Child».
Померла 16 жовтня 2001 року у віці 72 років від раку у Нью-Йорку, в день, коли вийшов її останній альбом Etta Jones Sings Lady Day.

## Дискографія
- Don't Go to Strangers (1960, Prestige)
- Something Nice (1960, Prestige)
- So Warm (1961, Prestige)
- Love Is the Thing (1961, Prestige)
- From the Heart (1962, Prestige)
- Lonely and Blue (1962, Prestige)
- Love Shout (1962, Prestige)
- Hollar! (1962, Prestige)